# Коли Шлеміель поїхав до Варшави
Коли Шлемель поїхав до Варшави (їд. ווען שלימואל איז געגאנגען קיין ווארשע) — оповідання Ісаака Башевіса Зінгера з його циклу про хелмських мудреців.
Книга 1968 року «Коли Шлеміель поїхав до Варшави та інші оповідання» була відзначена премією Ньюбері 1969 року. Книга містить вісім оповідань: «Хитрий Тоді та Лейзер-скнара»; «Цірцур та Пеціца» (оригінальна назва 1967 року: A mayse vegn shretelekh un grilen); «Рабин Лейб та відьма Кунегунде» (назва на їдиш: R. Leyb Sore's un di makhsheyfe Kunegunde, 1967); «Старійшини Хелма та ключ Гененделя»; «Шлеміель, бізнесмен»; «Уцель та його дочка Бідність»; «Сон Менасе» (назва на їдиш: Der plats, 1967) та «Коли Шлеміель поїхав до Варшави».

## Сюжет
Під час подорожі з Хелма до Варшави Шлеміль вирішує подрімати на узбіччі дороги. Щоб знати, куди йти, коли прокинеться, він вказує своїми чоботами в напрямку Варшави. Перехожий повертає чоботи в протилежний бік, і коли Шлеміель вже встав і вирушив у дорогу, він прибуває до міста, разюче схожого на його рідне місто Хелм, разом зі своїм будинком, дружиною (чоловіка звати Шлеміель) та дітьми. Але, звісно, це не може бути його Хелм, а радше другий Хелм. Коли він збирається продовжити свою подорож, міські старійшини вмовляють його залишитися до повернення «іншого» Шлеміеля, щоб подбати про «іншу» родину. Зрозуміло, що інший Шлеміель ніколи не повернеться...
Ключові моменти сюжету нагадують історію рабина, який вирушає на возі з Хелма до сусіднього міста, але поки він спав, візник деякий час їздить навколо, а потім висаджує рабина назад у Хелмі. Ранній переказ цієї історії можна знайти в книзі 1887 року «Дер Хелемер хохлем» маловідомого письменника Герца Біка. Відомий лише один примірник книги, який зберігається в Національній бібліотеці Єрусалиму.

## Адаптації
Зінгер поєднав цю історію з іншими зі свого Хелмського циклу у п'єсі «Шлеміель Перший», яку Роберт Брустейн адаптував у мюзикл з такою ж назвою у 1994 році (до цього він поставив оригінальну п'єсу Зінгера у 1974 році).
«Справжній Шлеміель» — це французько-німецько-ізраїльсько-угорський анімаційний фільм, вільно заснований на цьому та інших оповіданнях Зінгера.
«Село ідіотів» — канадська короткометражна анімаційна комедія 1999 року.
Єлена Сітар Цветко створила лялькову виставу «Коли Шлемель поїхав до Варшави» («Kako je Šlemil šel v Varšavo»), Мариборський ляльковий театр, Словенія, за яку вона отримала нагороду за найкращу режисуру на Міжнародному фестивалі лялькового мистецтва (Međunarodni festival lutkarstva) 2014 року. Також був нагороджений на польському Єврофесті та сербському фестивалі «Золота іскра» (Zlatna Iskra).